# Jeux d'Asie du Sud-Est de 2013
Navigation
Édition précédente Édition suivante
Les Jeux d'Asie du Sud-Est de 2013, vingt-septième édition des Jeux d'Asie du Sud-Est, ont eu lieu du 11 au 22 décembre 2013 à Naypyidaw, en Birmanie. Les villes de Rangoun, Mandalay et Ngwesaung ont également accueilli une partie des épreuves. Ce sont les troisièmes Jeux d'Asie du Sud-Est organisés par la Birmanie, pays hôte en 1961 et 1969.

## Participants par pays
- Brunei (72)
- Cambodge (243)
- Indonésie (665)
- Laos (345)
- Malaisie (582)
- Birmanie (990)
- Philippines (219)
- Singapour (310)
- Thaïlande (746)
- Timor oriental (49)

## Épreuves
Pour cette édition, le sport local birmane chinlon est introduit dans le programme des Jeux en dépit d'autres épreuves, dont le tennis et la gymnastique. Des jeux de société comme le sit-tu-yin et les échecs sont également intégrés aux disciplines en compétition.
| - Athlétisme - Aviron - Badminton - Basket-ball - Bateau-dragon - Billard et snooker - Boxe - Canoë-kayak - Cyclisme - BMX - Cyclisme sur route - VTT - Culturisme - Chinlon | - Échecs - Équitation - Football - Futsal - Golf - Gymnastique - Haltérophilie - Hockey sur gazon - Judo - Karaté - Kenpō - Lutte - Muay-thaï - Pencak-Silat - Pétanque - Sepak takraw | - Sports aquatiques - Natation - Plongeon - Water-polo - Taekwondo - Tennis - Tennis de table - Tir à l'arc - Tir sportif - Voile - Volley-ball - Vovinam Việt Võ Đạo - Wushu |

## Tableau des médailles
Légende
 *  Pays organisateur
| Rang                                        | Nation         | Or  | Argent | Bronze | Total |
| ------------------------------------------- | -------------- | --- | ------ | ------ | ----- |
| 1                                           | Thaïlande      | 108 | 94     | 82     | 284   |
| 2                                           | Birmanie*      | 84  | 63     | 84     | 231   |
| 3                                           | Viêt Nam       | 74  | 85     | 86     | 245   |
| 4                                           | Indonésie      | 64  | 84     | 110    | 258   |
| 5                                           | Malaisie       | 43  | 38     | 79     | 160   |
| 6                                           | Singapour      | 35  | 28     | 45     | 108   |
| 7                                           | Philippines    | 29  | 35     | 37     | 101   |
| 8                                           | Laos           | 13  | 17     | 49     | 79    |
| 9                                           | Cambodge       | 8   | 11     | 28     | 47    |
| 10                                          | Timor oriental | 2   | 3      | 5      | 10    |
| 11                                          | Brunei         | 1   | 1      | 6      | 8     |
| Total                                       | Total          | 461 | 459    | 611    | 1 531 |
| Source: (en) 2013 SEA Games Medal Standings |                |     |        |        |       |